# Balașove, Ivanivka
Balașove (în ucraineană Балашове) este localitatea de reședință a comunei Balașove din raionul Ivanivka, regiunea Herson, Ucraina.

## Demografie
Componența lingvistică a localității Balașove
     Ucraineană (93,15%)
     Rusă (5,56%)
     Alte limbi (1,12%)
Conform recensământului din 2001, majoritatea populației localității Balașove era vorbitoare de ucraineană (93,15%), existând în minoritate și vorbitori de rusă (5,56%).